# Ruine Willenburg
Die Willenburg, auch Schlössle und Ruine Willenburg genannt, ist die Ruine einer Höhenburg bei Schiltach im Landkreis Rottweil in Baden-Württemberg, Deutschland.

## Geographische Lage
Die Burg liegt rund zwei Kilometer außerhalb von Schiltach auf 656,1 m ü. NN oberhalb der alten Passstraße nach Rottweil, der sogenannten Schiltacher Steige,  Richtung Aichhalden, im Schwarzwald.

## Geschichte

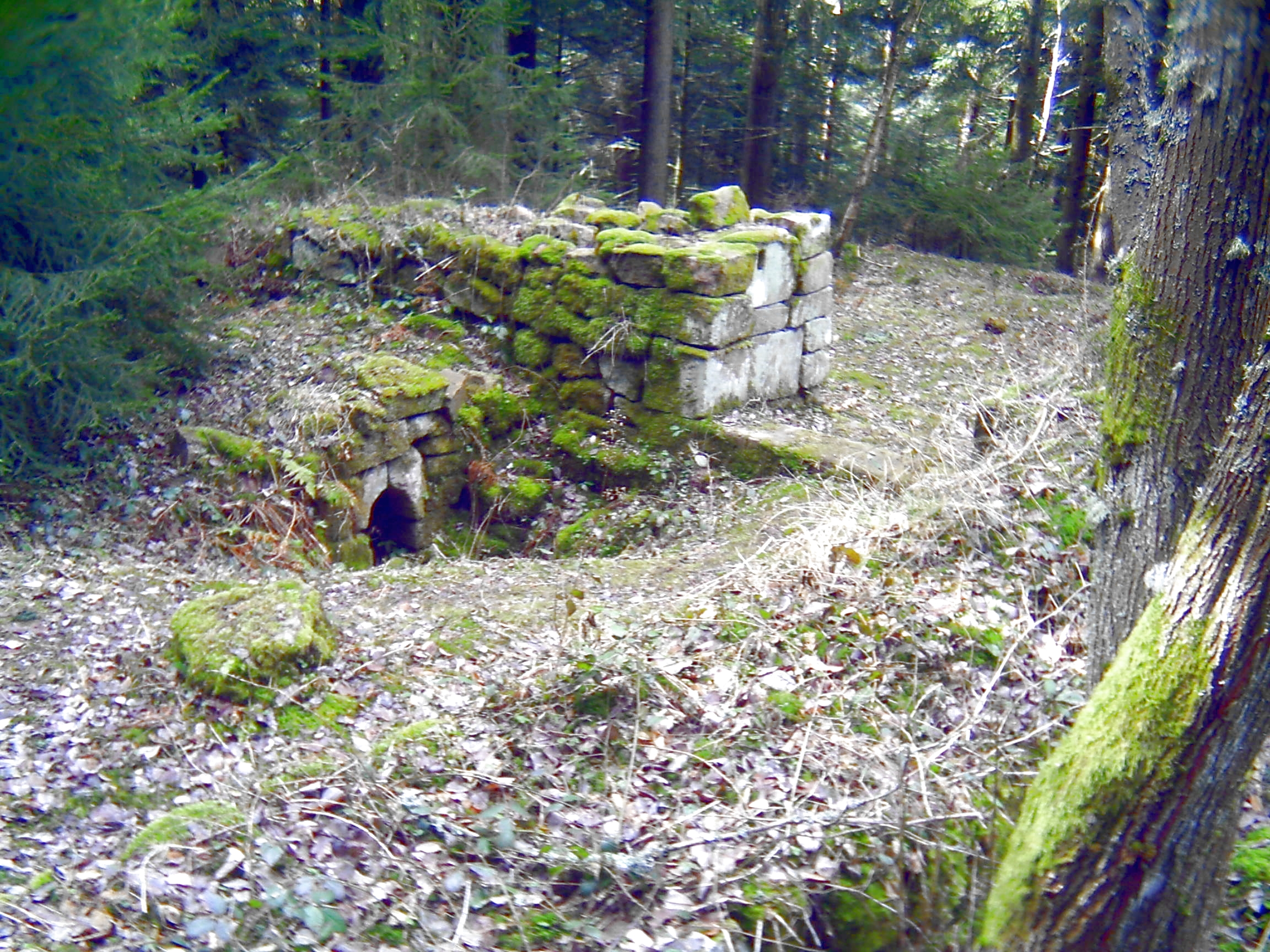
Steinerner Backofen der Willenburg

Die Burgruine ist der Rest einer hochmittelalterlichen Burg, die in Vergessenheit geraten war. Man vermutet, dass sie im Jahre 1959 durch Naturfreunde aus Schiltach wieder freigelegt wurde.
Ihre Erbauungszeit ist um das Jahr 1100 anzusetzen. Erbauer waren entweder die ersten Herzöge von Teck, die eine Seitenlinie der Zähringer waren, oder gar die Herzöge von Zähringen selbst.
Die Willenburg sollte die Vorbeireisenden versorgen, es wurden hier Zölle erhoben und der alte Verkehrsweg hinüber nach Rottweil kontrolliert.
So ist also die Willenburg als Vorgänger der Burg Schiltach bzw. Stadt Schiltach zu sehen, die um 1250 die Funktion der Willenburg übernahmen. Eine Stadt mit dazugehöriger Burg konnte dies besser.
Die Willenburg zerfiel ab diesem Zeitpunkt. So sprach man im Spätmittelalter schon vom Willenburger Burgstall, was auf eine abgegangene Burg hindeutet.

## Baubeschreibung

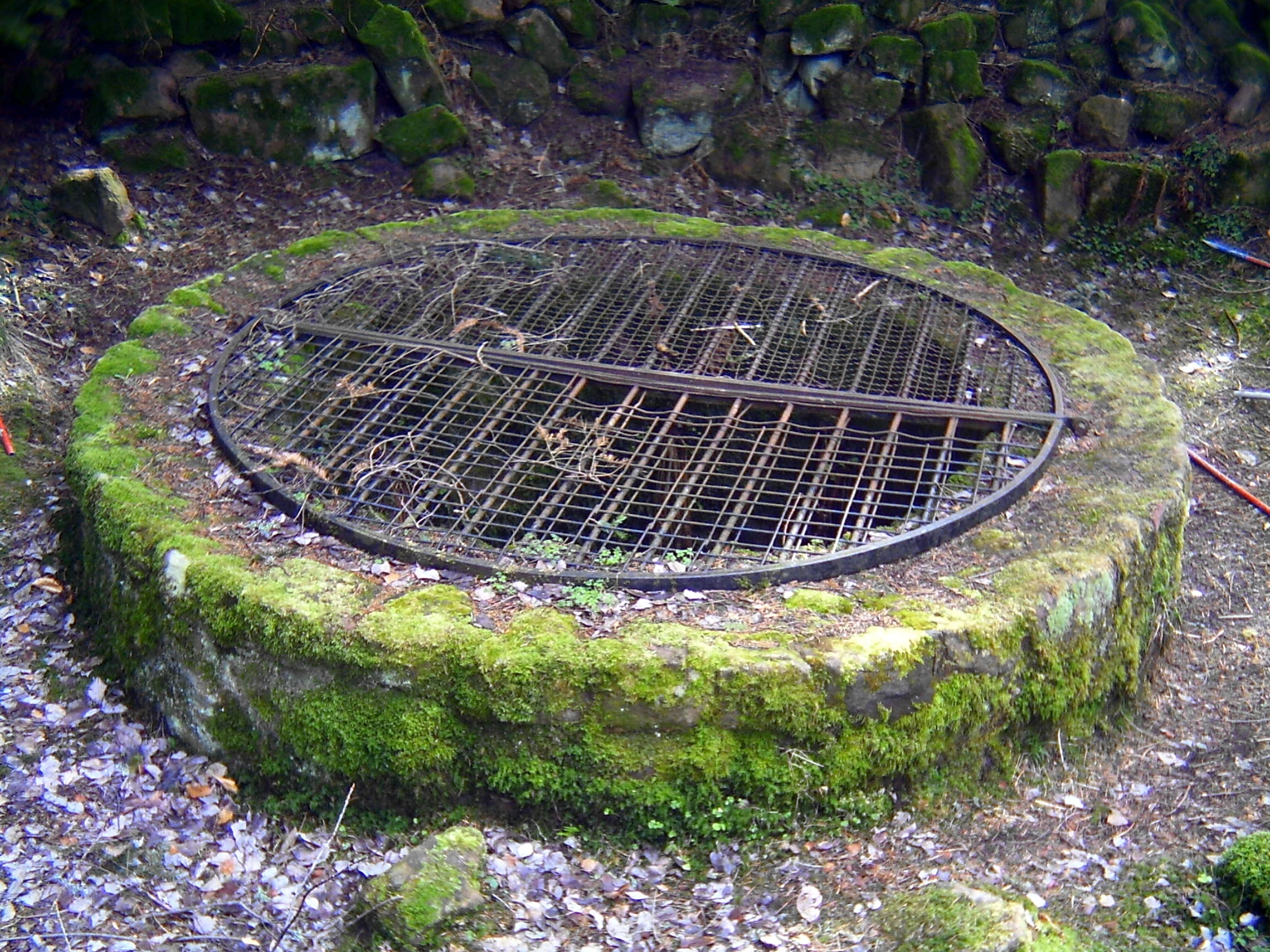
Der 30,3 Meter tiefe Brunnen der Burg

Bei den Ausgrabungen 1959 bis 1970 kamen die Fundamente und Mauerteile einer Burganlage von 36 mal 20 Metern zutage sowie Keramikteile, die auch auf das Alter der Burg schließen lassen. Zu sehen sind heute noch Mauerreste, Wälle sowie ein 30,3 Meter tiefer Burgbrunnen.
Das Museum am Markt in Schiltach zeigt eine Ausstellung zu den Grabungen auf der Willenburg.